# Artomyces adrienneae
Artomyces adrienneae är en svampart som beskrevs av Lickey 2003. Artomyces adrienneae ingår i släktet Artomyces och familjen Auriscalpiaceae.   Inga underarter finns listade i Catalogue of Life.